# Medasina cervina
Medasina cervina är en fjärilsart som beskrevs av W. Warren 1893. Medasina cervina ingår i släktet Medasina och familjen mätare. Inga underarter finns listade i Catalogue of Life.